# Київ (футбольний клуб)
ФК «Київ» — аматорський футбольний клуб з міста Києва.
Клуб створений Олександром Ковтуном, який планував зробити професійний клуб на засадах чесного футболу і до 2029 року дійти з ним до виступу у Лізі чемпіонів.

## Досягнення
- Чемпіон Києва: 2001
- Віце-чемпіон Києва: 2009, 2011
- Володар Кубка Києва: 2007-08, 2011
- Фіналіст Кубка Києва: 2008
- Володар кубка пам'яті А. Ідзковського: 2009[2]